# Iglesia de San Pedro Apóstol (Calera y Chozas)
La iglesia de San Pedro Apóstol es el templo principal de Calera y Chozas (Toledo, España) dedicado a San Pedro Apóstol. Destaca la aparición de varios estilos arquitectónicos que señalan que la construcción del templo presentó distintas etapas. La portada del templo presenta un estilo renacentista, mientras que otras partes como las ventanas se caracterizan por estar construidas con arcos de medio punto, claro testimonio del gótico tardío, período durante el cual se edificó el templo.

## Arquitectura

### Estilos y materiales de los muros
El presbiterio está construido todo en piedra, mientras el resto del edificio está compuesto de ladrillo y tapiales, como muchísimos edificios mudéjares. Los muros de ladrillo muestran técnica mudéjar, pero casi no ornamentos mudéjares. Las ventanas de la capilla septentrional y una ventana de la nave tienen arcos puntados góticos.
El presbiterio se cubre con cúpula de media naranja. La bóveda del crucero está asentada sobre columnas adosadas, rematadas por capiteles de estilo corintio.

### El templo y las naves laterales
El templo está compuesto de tres naves, más bien angostas, con una capilla lateral en la zona del evangelio, a la que se accede a través de un arco rebajado o campanel, y que está dedicada a Nuestra Señora de la Vega. La planta es rectangular y mide 35 metros de largo por 13 de ancho, incluido el ábside.
Las naves laterales están separadas por tres arcos de medio punto. Entre los capiteles, es conveniente destacar uno de ellos por su labra gótica de transición al renacimiento. Algunos fustes son monolíticos, otros aparecen divididos en tambres, todo de granito.

### Resto del conjunto parroquial
El resto del conjunto parroquial lo componen dos capillas laterales de unos 7 por 5 metros, una dedicada al Santísimo Cristo de Chozas y otra a Nuestra Señora de los Dolores.

### Sacristía, exposición de cuadros y el coro
Existen, así mismo, dos dependencias, una utilizada como sacristía y la otra como exposición de cuadros, imágenes y objetos religiosos.
El coro, con suelo de ladrillo y barandilla de madera, acoge los restos de un antiguo órgano, cuyas trompetas, aunque calladas, siguen apuntando al techo.
Dos pilas para el agua bendita, de granito, con galones y pertenecientes al siglo XV además de la pila bautismal, conforman el patrimonio artístico.